# 拉茲克里日耶市鎮

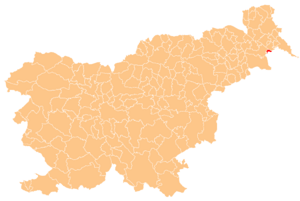
拉茲克里日耶市鎮於斯洛維尼亞的位置

拉茲克里日耶市鎮是斯洛文尼亞東北部的一個市镇，行政中心为為拉茲克里日耶。面積9.8平方公里，2002年人口1215。人口密度約120人/km2。

## 外部連結
- 官方网站  （斯洛文尼亚文）
- Municipality of Razkrižje on Geopedia （页面存档备份，存于）